# Perišče
Perišče – wieś w Słowenii, w gminie Brežice. W 2018 roku liczyła 20 mieszkańców.